# Caspar Streiff

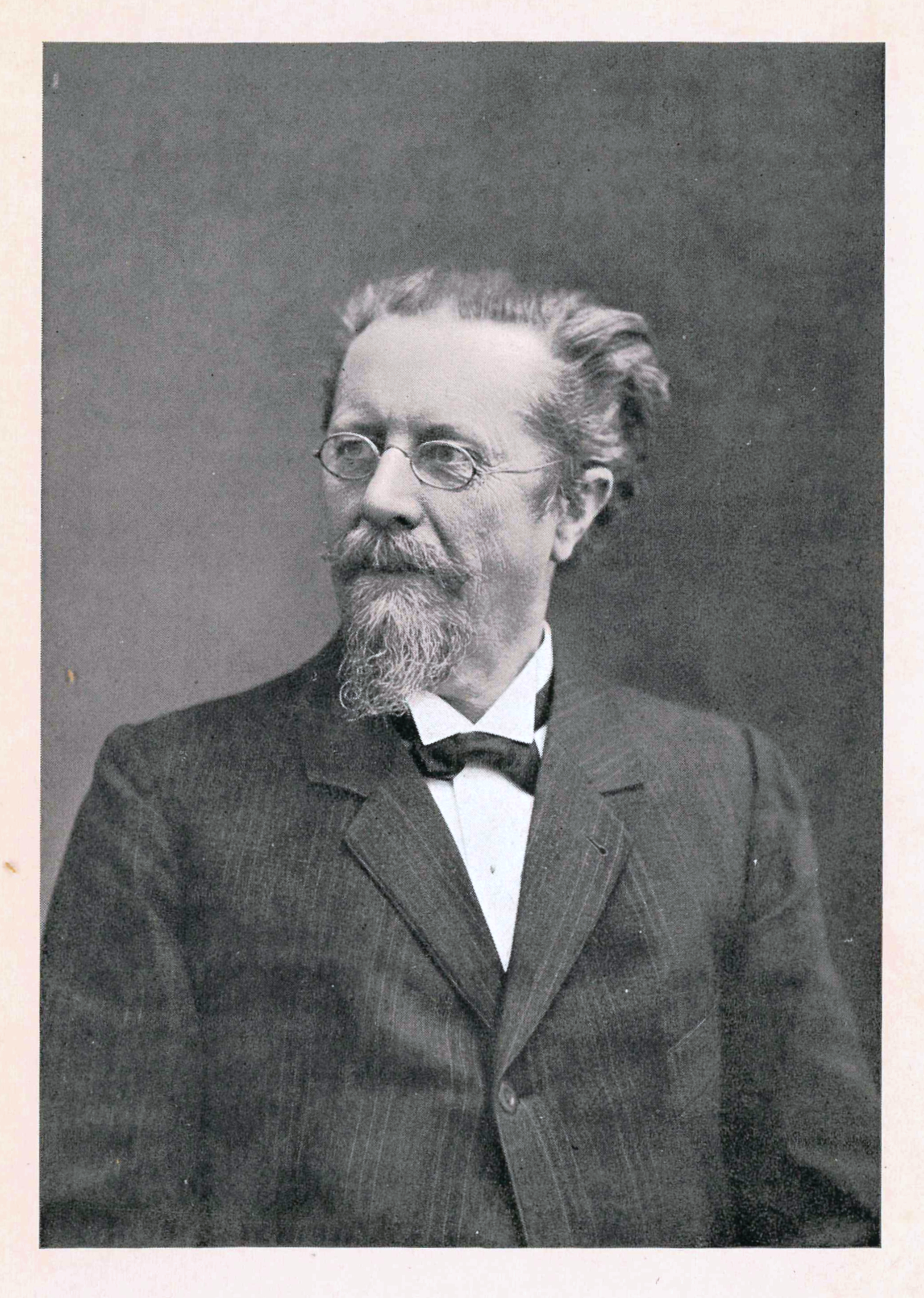
Caspar Streiff

Caspar Streiff (15. Oktober 1853 in Luchsingen (heute zu Glarus Süd); † 7. Oktober 1913 in Glarus) war Glarner Staatskassier sowie Autor in Glarner Mundart.

## Leben
Streiff wurde in Luchsingen, einem Fabrikdorf im Glarner Hinterland, geboren. Im Alter von drei Jahren verlor er seinen Vater, und die Mutter siedelte zu ihrem Vater nach Ennenda über. Nach seiner Konfirmation 1869 besuchte er für anderthalb Jahre die École industrielle in Neuenburg, um sich auf eine kaufmännische Laufbahn vorzubereiten. Anschliessend trat er in die Baumwolldruckerei Egidius Trümpy in Glarus ein, wo er eine kaufmännische Lehre absolvierte; zwischendurch besuchte er sechs Monate das städtische Gymnasium von Bellinzona. Seine Wanderjahre führten ihn als Buchhalter ins bündnerische Landquart, wo er auch als Korrespondent der Glarner Nachrichten wirkte. In seine Glarner Heimat zurückgekehrt, trat er in den Bankdienst ein. Von 1892 bis 1894 lebte er mit seiner jungen Familie im belgischen Antwerpen.
1895 wurde Streiff die neugeschaffene Stelle eines Staatskassiers des Kantons Glarus übertragen. Dieses Amt des Vorstehers der zentralen Buchhaltungsstelle des Kantons hatte er bis zu seinem Tode inne. Daneben verfasste er zahlreiche Artikel und Meinungsbeiträge für die Glarner Nachrichten und widmete sich der belletristischen Schriftstellerei. Seine zahlreichen Beziehungen nutzte er, um für den Bau der Strassen über den Klausenpass (1900 eingeweiht) und den Pragelpass (Projekt 1908 gescheitert) einzutreten.
Streiff war zweimal verheiratet, ab 1880 mit Elsbeth geborener Streiff und ab 1886 mit Maria Friederika geborener Zweifel. Catharina Hösli-Streiff (1887–1968), Germanistin und Verfasserin einer Grammatik der glarnerdeutschen Mundart, war eine Tochter aus zweiter Ehe. Der Familiennachlass befindet sich in der Glarner Landesbibliothek.
Wie es in seinem Lebensbild heisst, war Streiff «eine sonnige Natur». Er hatte ein «natürliches, offenes und impulsives Wesen», das ihm «überall Freunde gewann». Darüber hinaus vertrat er mit Überzeugung die Interessen der Bauern und der Baumwolldrucker gegenüber Kanton und Bund.

## Schaffen

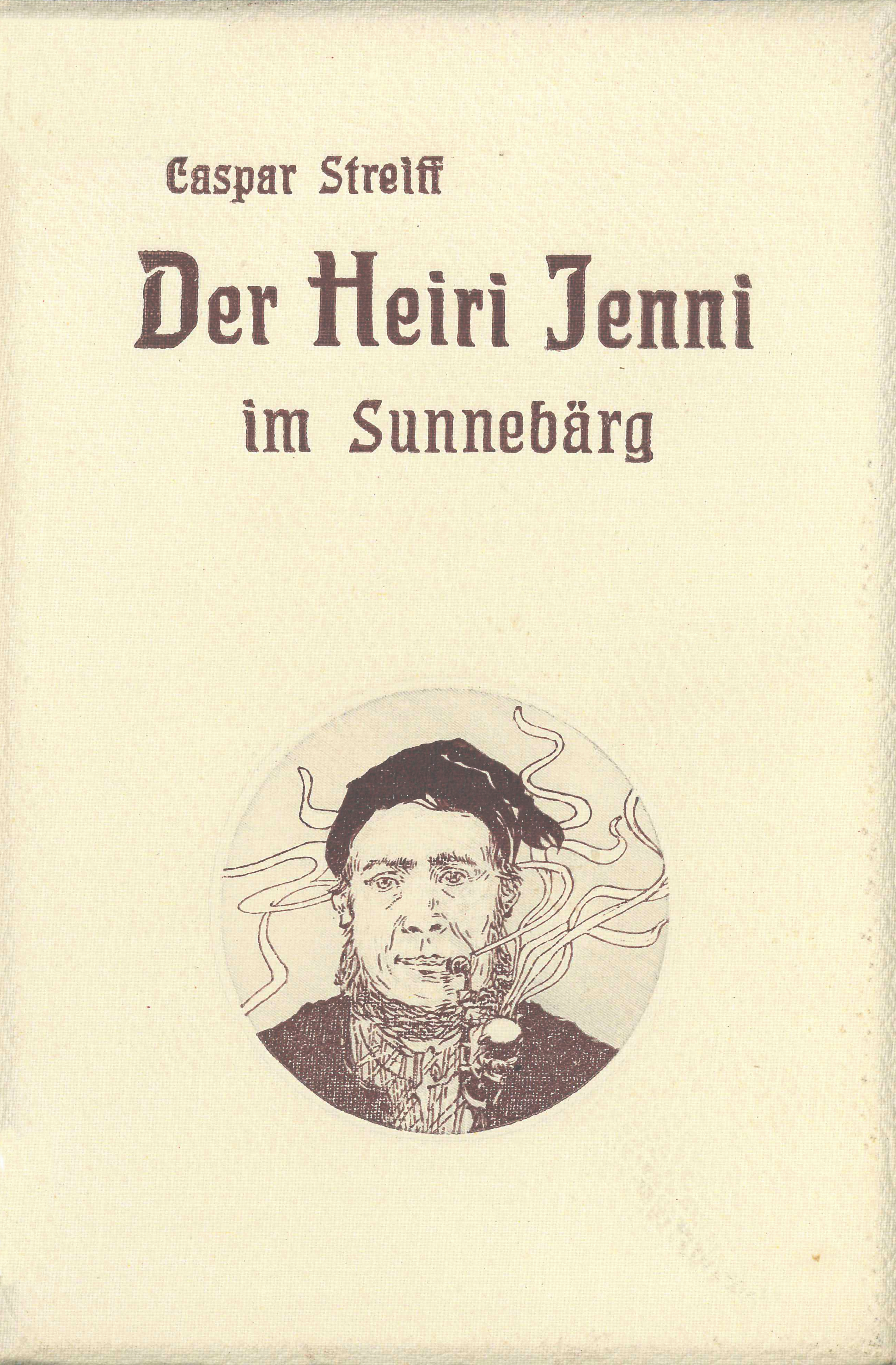
Buchumschlag von 1904

Streiff schrieb zahlreiche humoristische Erzählungen und Episoden, die jeweils als Fortsetzung in den Glarner Nachrichten abgedruckt wurden. 1904, 1906 und (postum) 1913 wurden etliche zusammengestellt in Buchform veröffentlicht.
Insbesondere seine Geschichten von Heiri Jenni im Sunnebärg, die er von 1898 bis 1904, 1907 und 1909/1910 publizierte, fanden zahlreiche Leser. Wie es in Schulinspektor H. Heers Vorwort zur Buchpublikation von 1904 heisst, handelt es sich dabei um «liebliche Bilder eines fast idyllischen kleinbürgerlichen Daseins […] in welches die mancherlei kleinen Verlegenheiten und Enttäuschungen als eigentliche Würze des Lebens hineinwirken». Dabei hat der Verfasser «alle Sorgfalt darauf verwendet, die mundartliche Form möglichst rein wiederzugeben». Humoristisch, aber auch voller Sympathie zeigen die Geschichten «die Welt aus der Sicht eines Glarner Kleinbauern, der die Stadt Zürich erkundet und verschiedene Gegenden der Schweiz bereist». 1991 wurden sie vom Glarner Baeschlin-Verlag neu herausgegeben.
Aufgrund wachsender beruflicher Belastung kam hingegen sein Plan, ein grösseres Werk über die Glarner Baumwolldrucker zu schreiben, nicht über die Vorarbeiten hinaus.

## Belletristische Veröffentlichungen
Quellen: Verzeichnis der Quellensiglen des Schweizerischen Idiotikons sowie Glarner Landesbibliothek.
- Wie ’s äm Heiri Jenni im Sunneberg uf syner Zürireis gangä ist. In: Glarner Nachrichten 1898.
- Der Heiri Jenni im Sunneberg als Fremdefüehrer. In: Glarner Nachrichten 1899.
- Der Heiri Jenni im Sunneberg äm Sängerfäst i Schwandä. In: Glarner Nachrichten 1900.
- Wie’s em Heiri Jenni im Sunneberg und siner Vrienä uf ihrer Rundreis’ g’gangen ist. In: Glarner Nachrichten 1900/1.
- Der Heiri Jenni im Sunneberg uf siner Wälschlandfahrt. In: Glarner Nachrichten 1901/2.
- Hochsetläbe im Sunneberg. In: Glarner Nachrichten 1902/3.
- Heitere und ernste Bilder aus dem Glarnerland (unter dem Pseudonym Hans Freiberg). In: Glarner Nachrichten 1903.
- We’s em Heiri Jenni im Sunneberg und syner Famili im letschte Jahr g’gangen ist. In: Glarner Nachrichten 1904.
- Der Heiri Jenni im Sunnebärg. Erzählungen in Glarner Mundart. Huber, Frauenfeld 1904, Zweiter Band ebd. 1906; Neuauflage ebd. 1907; Neuauflage ebd. 1921. – Neuauflage unter dem Titel Dr Heiri Jenni im Sunnebäärg. Reiseerlebnisse eines Glarner Bauern. Baeschlin, Glarus 1991 (mit an die Dieth-Schreibung angepasster Schreibweise).
- D’s Linggi und d’s Lena. Eine Dorfgeschiche aus dem Glarnerland. In: Glarner Nachrichten 1906.
- Der Heiri Jenni im Sunnebärg äm eidgenössische Schützefäst z’ Züri. In: Glarner Nachrichten 1907.
- Der Oberrüteli-Balz und si sibe Töchtere. In: Glarner Nachrichten 1908.
- Der Heiri Jenni im Sunnebärg bim Cheiser vu Oestriich. In: Glarner Nachrichten 1909/10.
- Glarner Dorfgschichte. Tschudy, Glarus [1913].